# Patellapis kocki
Patellapis kocki är en biart som först beskrevs av Blüthgen 1931.  Patellapis kocki ingår i släktet Patellapis och familjen vägbin. Inga underarter finns listade i Catalogue of Life.